# Ben Mendelsohn
Paul Benjamin "Ben" Mendelsohn (Melbourne, 3 de abril de 1969) é um ator australiano.

## Carreira
Filho de um pesquisador médico e uma enfermeira, iniciou ainda adolescente nos seriados de TV australiana The Henderson Kids e Neighbours.
Recebeu o Emmy do Primetime de melhor ator coadjuvante em série dramática de 2016 pela atuação na primeira temporada da série da Netflix Bloodline. Desde então

## Vida pessoal
É casado com a escritora Emma Forrest e tem dois filhos, sendo um deles de um prévio relacionamento.

## Filmografia parcial
- 1997 - Amy
- 2000 - Vertical Limit
- 2005 - The New World
- 2008 - Australia
- 2009 - Knowing
- 2010 - Animal Kingdom
- 2011 - Killer Elite
- 2011 - Trespass
- 2012 - The Dark Knight Rises
- 2012 - Killing Them Softly
- 2012 - The Place Beyond the Pines
- 2014 - Exodus: Gods and Kings
- 2016 - Rogue One: A Star Wars Story
- 2017 - Darkest Hour
- 2018 - Ready Player One
- 2018 - Robin Hood
- 2019 - Captain Marvel
- 2019 - Spider Man: Far From Home
- 2019 - The King
- 2019 - Spies in Disguise

## Televisão
- 2013 - Girls - 1 episódio
- 2015–2017 - Bloodline - 23 episódios
- 2019–2020 - Infinity Train - 6 episódios